# Laval, Mayenne
Laval là tỉnh lỵ của tỉnh Mayenne, thuộc vùng hành chính Pays de la Loire của nước Pháp, có dân số là 50.947 người (thời điểm 1999).

## Khí hậu
Laval có khí hậu đại dương với mùa đông ẩm ướt trong khi mùa hè ấm áp và nhiều nắng.
| Dữ liệu khí hậu của Laval               | Dữ liệu khí hậu của Laval | Dữ liệu khí hậu của Laval | Dữ liệu khí hậu của Laval | Dữ liệu khí hậu của Laval | Dữ liệu khí hậu của Laval | Dữ liệu khí hậu của Laval | Dữ liệu khí hậu của Laval | Dữ liệu khí hậu của Laval | Dữ liệu khí hậu của Laval | Dữ liệu khí hậu của Laval | Dữ liệu khí hậu của Laval | Dữ liệu khí hậu của Laval | Dữ liệu khí hậu của Laval |
| Tháng                                   | 1                         | 2                         | 3                         | 4                         | 5                         | 6                         | 7                         | 8                         | 9                         | 10                        | 11                        | 12                        | Năm                       |
| --------------------------------------- | ------------------------- | ------------------------- | ------------------------- | ------------------------- | ------------------------- | ------------------------- | ------------------------- | ------------------------- | ------------------------- | ------------------------- | ------------------------- | ------------------------- | ------------------------- |
| Cao kỉ lục °C (°F)                      | 14.1 (57.4)               | 15.7 (60.3)               | 21.1 (70.0)               | 26.1 (79.0)               | 27.4 (81.3)               | 34.3 (93.7)               | 35.9 (96.6)               | 35.0 (95.0)               | 32.0 (89.6)               | 27.4 (81.3)               | 20.5 (68.9)               | 15.6 (60.1)               | 35.9 (96.6)               |
| Trung bình ngày tối đa °C (°F)          | 7.7 (45.9)                | 8.8 (47.8)                | 12.2 (54.0)               | 14.8 (58.6)               | 18.7 (65.7)               | 22.3 (72.1)               | 24.4 (75.9)               | 24.5 (76.1)               | 21.3 (70.3)               | 16.6 (61.9)               | 11.1 (52.0)               | 8.1 (46.6)                | 15.9 (60.6)               |
| Tối thiểu trung bình ngày °C (°F)       | 2.0 (35.6)                | 1.8 (35.2)                | 3.6 (38.5)                | 5.1 (41.2)                | 8.6 (47.5)                | 11.3 (52.3)               | 13.2 (55.8)               | 13.0 (55.4)               | 10.6 (51.1)               | 8.3 (46.9)                | 4.7 (40.5)                | 2.4 (36.3)                | 7.1 (44.8)                |
| Thấp kỉ lục °C (°F)                     | −6.2 (20.8)               | −10.7 (12.7)              | −4.9 (23.2)               | −1.5 (29.3)               | 2.9 (37.2)                | 5.6 (42.1)                | 7.6 (45.7)                | 7.5 (45.5)                | 4.4 (39.9)                | −1.2 (29.8)               | −5.6 (21.9)               | −5.6 (21.9)               | −10.7 (12.7)              |
| Lượng Giáng thủy trung bình mm (inches) | 78.4 (3.09)               | 56.2 (2.21)               | 58.4 (2.30)               | 56.7 (2.23)               | 71.2 (2.80)               | 50.9 (2.00)               | 53.5 (2.11)               | 44.6 (1.76)               | 61.2 (2.41)               | 82.2 (3.24)               | 74.2 (2.92)               | 81.6 (3.21)               | 769.1 (30.28)             |
| Số ngày giáng thủy trung bình           | 12.8                      | 10.1                      | 10.4                      | 10.2                      | 10.3                      | 7.2                       | 7.3                       | 6.5                       | 8.0                       | 11.4                      | 11.7                      | 12.5                      | 118.4                     |
| Nguồn: Meteo France                     |                           |                           |                           |                           |                           |                           |                           |                           |                           |                           |                           |                           |                           |

## Các thành phố kết nghĩa
- Garango, Burkina Faso
- Mettmann, Đức

## Nhân vật nổi tiếng
- Charles Landelle, họa sĩ
- Alfred Jarry, nhà văn
- Robert Tatin, họa sĩ, nhà điêu khắc
- Grégory Bourillon, vận động viên bóng đá
- François Jouffroy nhà điêu khắc